# Rochus Carl zu Lynar
Rochus Carl zu Lynar (18. marts 1745 i Itzehoe – 30. januar 1825 i Slesvig by) var en tysk greve, der blev dansk officer. 
Han var det fjerde barn af diplomaten Rochus Friedrich zu Lynars 12 børn. Det smukke barn med de vittige og morsomme indfald blev snart faderens afgud og senere enkedronning Sophie Magdalenes yndling. 10 år gammel blev Lynar officer og med 18. år fik han ansættelse som sekondritmester i oldenborgske Kyrasserregiment, hvis chef roser hans slebne væsen, store iver og fortræffelige konduite. 1765 blev han eskadronschef imod at pensionere formanden med 300 Rdl. årligt. De 2 følgende år var han i kejserlig krigstjeneste; efter hjemkomsten 1767 kom han til fynske Dragonregiment. 
1772 blev han forsat til Livregiment Ryttere, hvor han 1774 blev major, 1788 oberstløjtnant og 1790 oberst. 1801 blev han sat på ventepenge, men samtidig udnævnt til generalmajor og chef for det nyoprettede, af 7 bataljoner bestående slesvigske Landeværnsregiment. Da dette 1808 blev nedlagt, stilledes han à la suite, og 1813 udnævntes han til generalløjtnant. Kammerherre 1774 og Storkors af Dannebrog 1803. Han var blevet gift 1784 med Sophie Charlotte von Ahlefeldt (4. februar 1762 – 12. november 1833), datter af storbritannisk og brunsvig-lyneborgsk general Siegfried Ernst von Ahlefeldt til Steinhausen.